# Stazione di Colle Isarco
Stazione di Colle Isarco vasútállomás Olaszországban, Trentino-Alto Adige régióban, Brennero településen.

## Vasútvonalak
Az állomást az alábbi vasútvonalak érintik:
- Brenner-vasútvonal

## Kapcsolódó állomások
A vasútállomáshoz az alábbi állomások vannak a legközelebb: 
- Stazione di Brennero
- Stazione di Vipiteno Val di Vizze